# Osyp Rustycki
Osyp Aleksandrowycz Rustycki (ukr. Осип/Юзеф Олександрович Рустицький, ros. Осип Александрович Рустицкий, ur. 31 marca (12 kwietnia) 1839 w Horodni, zm. 13 kwietnia (26 kwietnia) 1912 w Kijowie) – ukraiński chirurg. Wprowadził do medycyny termin myeloma multiplex.
Ukończył studia medyczne na Uniwersytecie św. Włodzimierza w Kijowie. Następnie pracował w Kijowie i St. Petersburgu, gdzie był asystentem Piotra Lesgafta. Brał udział w wojnie francusko-pruskiej jako lekarz wojskowy. W 1876 został profesorem nadzwyczajnym chirurgii na Uniwersytecie w Kijowie; w 1893 nominowany na profesora chirurgii operacyjnej Uniwersytetu w Kazaniu. Od 1897 z powrotem na katedrze w Kijowie jako profesor zwyczajny.

## Wybrane prace
- К учению о заживлении ран роговицы. Киев, 1870
- К вопросу о лечении грыж. Врач 34, 35, 36 (1890)
- Резекция теменной кости при повреждении мозга. Хирургический Вестник (1889)
- Untersuchungen über Knocheneiterung. Medicinische Jahrbucher (1871)
- Multiples Myelom[1]. (1873)
- Epithelialcarcinom der Dura mater mit hyaliner Degeneration[2]. (1874)
- Untersuchungen über Knochenresorption und Riesenzellen[3]. (1874)
- Ein Fall von Abscessus retrosternalis mit Resection des Manubrium und der oberen Hälfte des Corpus sterni[4]. (1887)